# Maison Lubomirski
La maison Lubomirski est une famille princière de la noblesse polonaise.

## Origines
La famille est connue en Pologne dès le Xe siècle, où sa bravoure au combat contre le paganisme lui valut, selon la théorie de l'héraldiste polonais Adam Boniecki, le titre de chevalier et la concession d'armoiries (celle du clan Szreniawa, sans la croix) de la part du roi Mieszko Ier de Pologne. La seconde théorie, proposée par l'historien médiéval Władysław Semkowicz, défend l'idée que ce blason serait le signe d'un pouvoir épiscopal ou séculier, indiquant que la famille exerçait déjà d'importantes fonctions plusieurs siècles auparavant.
Le plus ancien document concernant cette famille date du XIe siècle, époque à laquelle les Lubomirski sont des intimes du pouvoir royal.

## Histoire

### Les fondements d'une puissance économique
Piotr (mort vers 1480), hérite de Lubomierz dont le nom est à l'origine du nom de la famille. Il est considéré comme le progéniteur de la famille Lubomirski. L'explotation des mines de sel de la province de Cracovie, permet à la famille de s'enrichir et d'investir sur ses propres fonds dans de nouveaux établissements dans la province de Petite-Pologne. Sébastien (1546-1613), qui en 1581 devient administrateur des mines de Cracovie, est le fondateur de cette puissance économique. Tout en prenant ses fonctions, Sebastian a le soutien d'Étienne Báthory. En 1595, il reçoit de l'empereur Rodolphe II le titre de comte de Wiśnicz. En 1591, il entre au Sénat comme gouverneur de Małogoszcz et ouvre une nouvelle mine à Siercza, qui sera exploitée pendant environ 100 ans.
L'argent gagné par le commerce du sel permet à la famille Lubomirski de prêter de l'argent aux personnes les plus riches du pays. Cela leur a permet d'acheter des propriétés ou d'en récupérer auprès de débiteurs insolvables. La famille conforte sa position économique pendant de nombreuses générations, accumulant les actifs au cours des siècles.
Les Lubomirski introduisent plusieurs processus innovants dans l'exploitation de leurs domaines. Leurs fermes cultivables adoptent des méthodes de production industrielle. Des usines de sucre, des distilleries et des usines sont construites. Ils introduisent également des pratiques sociales éclairées, telles que l'octroi de droits égaux pour les sujets. Ils permettent ainsi aux Juifs d'acheter des propriétés dans leurs villes et de construire des maisons. Jerzy Sebastian Lubomirski est particulièrement impliqué dans les activités de démocratisation. Il est persuadé que l'augmentation des droits économiques de tous ses sujets le rendront plus riche. Des écoles et des hôpitaux sont créés pour les paysans. Les Lubomirski embauchent des individus des classes défavorisées, s'occupent de leurs études, offrent un lieu de résidence, des vêtements et un salaire payé deux fois par an. Pour un service loyal et fidèle, les travailleurs deviennent propriétaires de terres qu'ils possèdent à vie et peuvent transmettre à leurs descendants.

### Branches
À l'origine petite en nombre d'individus, la famille Lubomirski, s'agrandit considérablement. Si cela conduit à un partage des richesses, son influence politique grandit également. Plusieurs de ses membres siègent à la Diète, au Sénat ou à la cour royale. Les membres de la famille peuvent compter sur le soutien de leurs proches dans les activités politiques ou judiciaires.
La famille est divisée en cinq grandes lignées:
- Aleksander Michał Lubomirski (1614-1677) fonde la lignée de Wiśnicz,
- Stanisław Herakliusz Lubomirski (1642-1702) fonde la lignée de Łańcut,
- Aleksander Michał Lubomirski (1642-1675) fonde la lignée de Przeworsk,
- Hieronim Augustyn Lubomirski (1647-1706) fonde la lignée de Rzeszów,
- Jerzy Dominik Lubomirski (1665-1727) fonde la lignée de Janowiec.

La plus grande lignée, celle de Przeworsk, se divise elle-même en trois branches : Dubrowieńsko-Kruszyńska, Równieńsko-Przeworska et Dubieńska. De nombreux descendants de cette lignée vivent de nos jours.

### Premiers sujets de Pologne
Les membres de la famille Lubomirski servent l'État comme maréchaux, starosts, voïvodes ou hetmans. Quatre des princes Lubomirski occupent le poste de Grand maréchal de la Couronne: Jerzy Sebastian, Józef Karol, Stanisław Herakliusz et Stanisław. Ils sont actifs dans la politique, président les Diètes, forment une armée privée, représentent le roi dans les tribunaux européens. Leur influence est décisive lors de l'élection des monarques. Ils sont les défenseurs de la noblesse, qui leur donne procuration pour voter à la Diète et aux élections royales. Bien que grand maréchal et Hetman de la Couronne, Jerzy Sebastian n'hésite pas à soutenir la Rébellion de la noblesse.
Les mariages sont également très importants. Les membres de la famille Lubomirski sont liés aux plus puissantes et riches familles. Cela leur permet d'étendre leurs propriétés et même de prendre en charge une partie de la succession d'Ostróg.
Ainsi Stanisław Lubomirski épouse Zofia Ostrogska, Aleksander Michał Lubomirski épouse Helena Tekla Ossolińska, Anna Krystyna Lubomirska épouse Albert Stanisław Radziwiłł, Józef Karol Lubomirski est l'époux de Teofilia Ludwika Zasławska (en), Teresa Lubomirska épouse Charles III Philippe, prince de Neuburg, et Marianna Lubomirska épouse Paweł Sanguszko, grand maréchal de Lituanie.

### Candidatures et alliances
En 1647, Stanisław Lubomirski reçoit de l'empereur Ferdinand III le titre héréditaire de Prince du Saint-Empire. Après la mort du roi Jan III Sobieski, la famille Lubomirski est candidate à la couronne. Hieronim Augustyn, grand hetman de la Couronne, est le candidat le plus sérieux. Après la mort d'Auguste II le Fort, le prince Teodor Konstanty, gouverneur de Cracovie, présente sa candidature. Le prince Stanisław Lubomirski, gouverneur de Kiev et président du trésor de Radom, fait campagne pour le trône en 1764. Les princes Lubomirski sont également candidats aux couronnes tchèque et hongroise. Jerzy Ignacy Lubomirski présente sa candidature au trône de Hongrie.
La famille Lubomirski est liée à presque toutes les dynasties régnantes en Europe comme les Capétiens, Bourbons, Ottoniens, Wittelsbach, Hohenzollern ou Riourikides. Elle est également liée à la dynastie des Piast de Mazovie. Zofia Lubomirska était l'arrière-petite-fille d'Anna Lubomirska, la fille de Conrad III, prince de Mazovie. Katarzyna Lubomirska est l'épouse de Konstanty Bazyli II, prince d'Ostróg, étroitement lié à Bolesław IV, descendant de Conrad Ier de Mazovie.

### Exploits militaires
Le prince Stanisław Lubomirski est célèbre pour son action à la Bataille de Khotin en 1621, contre les forces Ottomanes et Tatars. D'abord à la bataille à la tête d'un régiment privé, il prend le commandement après la mort de l'hetman Jan Karol Chodkiewicz et la capture de l'hetman Stanisław Koniecpolski.
Pendant le Déluge, le prince Jerzy Sebastian Lubomirski est un des rares aristocrates polonais à ne pas prêter serment à Charles X Gustave. Au contraire, il donne abri à Jean II Casimir Vasa sur son domaine à Lubowla (aujourd'hui en Slovaquie) et lance une contre-offensive des troupes polonaises. Il prête son armée privée, qui combat la bataille de Warka, et reprend Varsovie et Toruń, occupés par les Suédois. En 1660, à la tête des armées privées et royales, le prince Jerzy Sebastian Lubomirski mène une campagne éclair qui prend fin avec la défaite des forces russes à Cudnów et Połonka. En 1661, les relations avec le roi se dégradent et lance une rébellion. Après son échec il se retire en Silésie et est dégradé par le tribunal de la Diète.
Le prince Hieronim Augustyn, consacre sa vie à combattre les Turcs. Il bat Petro Dorochenko lors du soulèvement cosaque (en). En 1670, il combat contre la Horde de Crimée à Bracław et Kalnik. En 1683, pendant la bataille de Vienne, ses troupes sont les premières à atteindre les portes de la ville. Pendant la période de la première république de Pologne, huit membres de la famille servent comme généraux. Deux d'entre eux participent à la guerre contre la Russie tsariste, qui aboutit à l'Insurrection de Kościuszko.

### Sous domination russe
Après 1795, les princes Lubomirski se livrent à des activités clandestines et insurrectionnelles contre les occupants russes. Leurs biens sont accaparés. Le prince Jerzy Roman Lubomirski (1799-1865), propriétaire de Rozwadów, participe aux batailles de l'Insurrection de novembre 1830 et de janvier 1861 et organise dans ses propriétés des hôpitaux pour les blessés. Après l'effondrement du soulèvement, son palais devient le lieu de réunions secrètes de patriotes polonais. Jerzy est actif dans les domaines social et scientifique et finance le fonctionnement d'un lycée et d'une maison de pauvres. Il crée aussi deux fondations, l'une finançant les tests d'équipement scientifiques, l'autre récompensant les auteurs de travaux remarquables. Son frère Adam Hieronim Karol Lubomirski (1811-1873) reçoit la croix la Virtuti Militari, pour sa participation à l'insurrection de novembre.
En 1883, le prince Henryk Ludwik Lubomirski (1777–1850) donne à l'Institut national d'Ossoliński à Lviv une importante collection de livres, archives, œuvres d'art et antiquités, qui est devenue depuis, une importante institution scientifique et culturelle. Pendant de nombreuses années le prince fait office de conservateur de l'installation. Il contribue également à la création du Musée des Princes Lubomirski, premier musée privé polonais accessible au public. Il est familier avec le poète Zygmunt Krasiński, qui commémore le prince dans sa Comédie non divine, en la personne d'Orcio. En 1823, Henryk Lubomirski crée l'ordynat de Przeworsk, mais à la suite de ses activités subversives, la propriété n'est officialisé par les autorités de partage qu'après sa mort. En 1869, son petit-fils, le prince Andrzej Lubomirski en devient le premier entail reconnu.
Le prince Aleksander Ignacy Lubomirski (1802-1893) fonde un centre pour jeunes garçons (au siège actuel de l'Université d'économie de Cracovie) et un autre pour jeunes filles (à Łagiewniki) au centre de Cracovie. Les enfants pauvres y sont préparés à la vie adulte et reçoivent gratuitement une formation pratique qui leur donne les bases d'un emploi futur.

### Pologne indépendante et Entre-deux-guerres
Le 7 octobre 1918, 123 ans après le troisième partage de la Pologne, à l'initiative du prince régent Zdzisław Lubomirski (1865-1943), l'indépendance de la Pologne est proclamée et publiée dans le Moniteur Polski (en). Zdzisław est un homme politique, président du Comité Civique et président de la ville de Varsovie (pl). Il développe l'autonomie gouvernementale, organise des travaux, des coopératives de crédit et pris en charge l'éducation et les conditions de vie des Varsoviens. Ses activités tracent les orientations d'un futur État indépendant. En 1926, il assume le rôle de médiateur entre les parties lors du coup d'État de mai. Dans les années 1930, il est sénateur des affaires étrangères et des comités militaires. Pendant la Seconde Guerre mondiale il est emprisonné et torturé par la Gestapo. Il meurt des suites de ses blessures.
Dans les années 1919 à 1939, les princes Lubomirski sont députés, sénateurs et ministres. Ils sont également engagés dans l'industrialisation du pays. Ils appartiennent aux principales organisations impliquées dans la modernisation des routes, des chemins de fer et de l'aviation. Ils participent à la reconstruction de l'armée polonaise. Ils forment des banques et des coopératives d'épargne et de crédit qui fournissent des prêts bon marché aux plus pauvres, sont actifs dans les organisations éducatives, financent des écoles et s'engageant dans la culture polonaise.
Le prince Stefan Lubomirski (1862-1941) est le fondateur du Comité national olympique polonais et en devient le premier président (son successeur sera son cousin, le prince Kazimierz Lubomirski) et membre du Comité international olympique. Le prince Stefan, également passionné par l'élevage de chevaux de course, forme avec ses frères le haras le plus moderne de Pologne au manoir de Widzów près de Częstochowa. Stefan est le propriétaire de la Warszawska Kolej Dojazdowa compagnie des chemins de fer de Varsovie) qui permet aux citadins d'atteindre les usines situées à l'extérieur de la ville et aux résidents des banlieues d'atteindre la capitale. Pendant la Seconde Guerre mondiale, les chemins de fer construits par Lubomirski ravitaillent la ville occupée.
Le prince Stanisław Sebastian Lubomirski créé le Centralny Związek Przemysłu Polskiego, Lewiatan (Union centrale de l'industrie polonaise Leviatan), qu'il préside à partir de 1932. Le syndicat fait la promotion du développement de l'industrie, préconise la baisse des impôts, la sécurité sociale pour les ouvriers et l'augmentation des aides de l'état à l'industrie. Les membres de l'organisation sont élus à la Diète et au Sénat, sont membres du gouvernement de la deuxième république de Pologne, et servent d'autres institutions d'état. Ils éditent trois magazines: Economic Review Przegląd Gospodarczy (revue économique), Kurier Polski (en) (Courrier polonais) et Depesza (Le Télégramme). Stanisław Sebastian fonde la Bank Przemysłowy Warszawski (Banque Industrielle de Varsovie) et préside de la Bank Handlowy (Banque Commerciale) à Varsovie, la Centralny Związek Przemysłu Polskiego (Union centrale de l'industrie polonaise), la Związek Banków Polskich (Banque Polonaise) et la Stowarzyszenie Przemysłowców Polskich (Association des industriels polonais). Il consacre sa vie à lutter pour l'indépendance de l'économie polonaise et de celle des pays voisins.

### Seconde Guerre mondiale, la lutte armée
Pendant l'occupation, le prince Stefan Lubomirski (1898-1948) est arrêté pour avoir gardé secret un dépôt de médicaments pour la résistance polonaise de l'Armia Krajowa (Armée de l'Intérieur). Il est emprisonné à la prison de Montelupich. Il est sur la liste des condamnés mais s'échappe à Cracovie, où il se cache. Sa famille est déportée à Auschwitz.
Le prince Eugeniusz Karol Lubomirski (1895-1982) est arrêté par le NKVD et interné à la prison de Lubianka, où il rencontre le général Władysław Anders, il deviendra plus tard son adjoint et combattra à son côté au sein du Deuxième Corps de l'armée polonaise dans toute l'Europe. Il atteint finalement le Royaume-Uni et se porte candidat pour la présidence du gouvernement polonais en exil.
Le prince Hieronim Lubomirski (1927-1943) est tué à l'âge de 17 ans, lors de l'action de sauvetage du résistant Jan Bytnar de la prison de Pawiak le 26 mars 1943. Elle est organisée par une unité du groupe Tempête des Szare Szeregi (rangs Gris) spécialement créé en coordination avec l'Armia Krajowa (Armée de l'Intérieur) pour récupérer les prisonniers et punir les autorités d'occupation.
Le prince Jerzy Ignacy Lubomirski (1882-1945) était actif dans la communauté locale. Il aide des gens particulièrement touchés pendant la guerre. Il est arrêté en 1944, détenu et torturé à la prison à Tarnobrzeg. Il est assassiné par la police du Ministère de la Sécurité intérieure polonais en tant que membre de l'Armia Krajowa (Armée de l'Intérieur).

## Membres de la famille Lubomirski

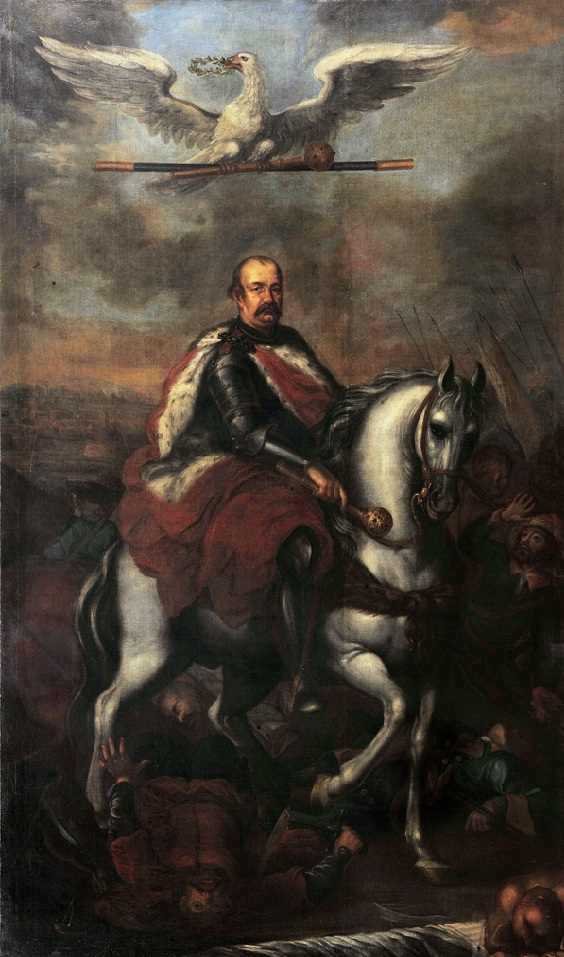
Georges Lubomirski

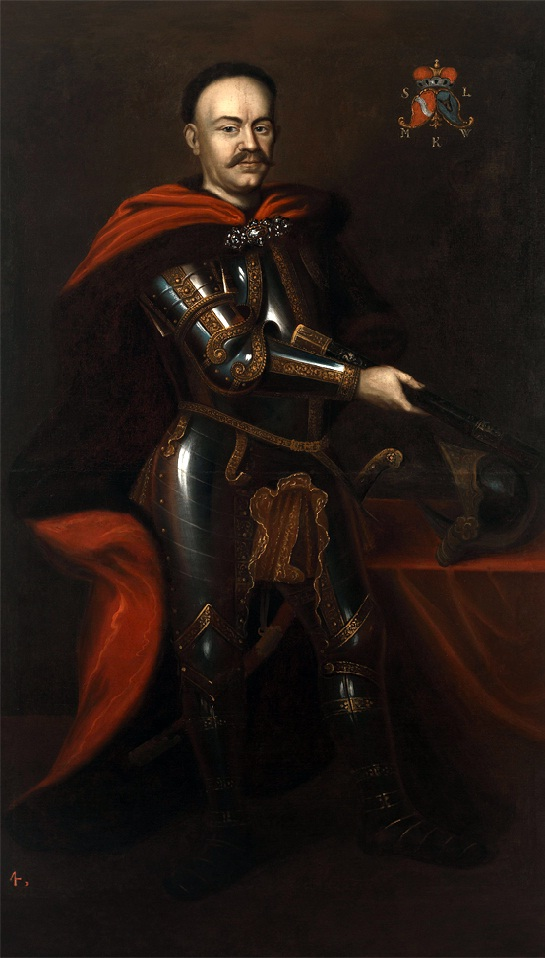
Stanisław Herakliusz Lubomirski

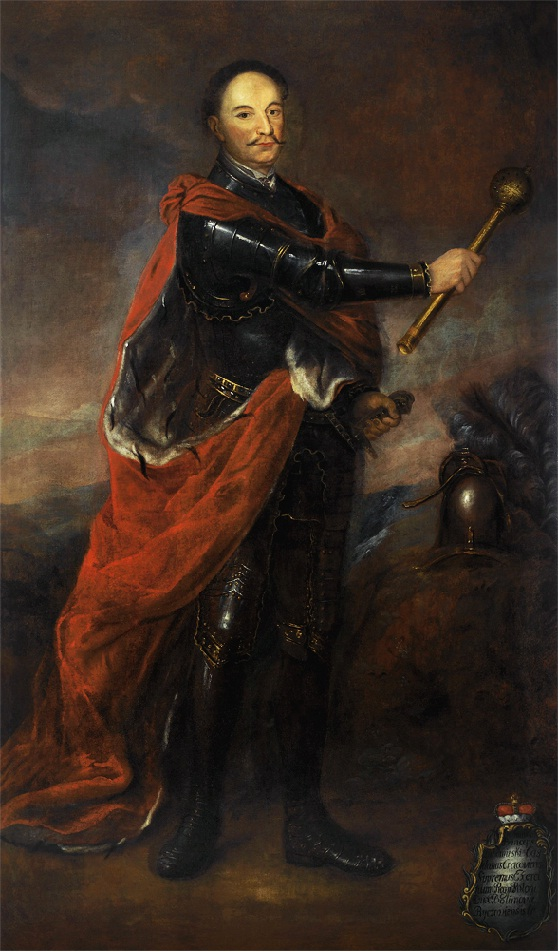
Hieromin Augustyn Lubomirski

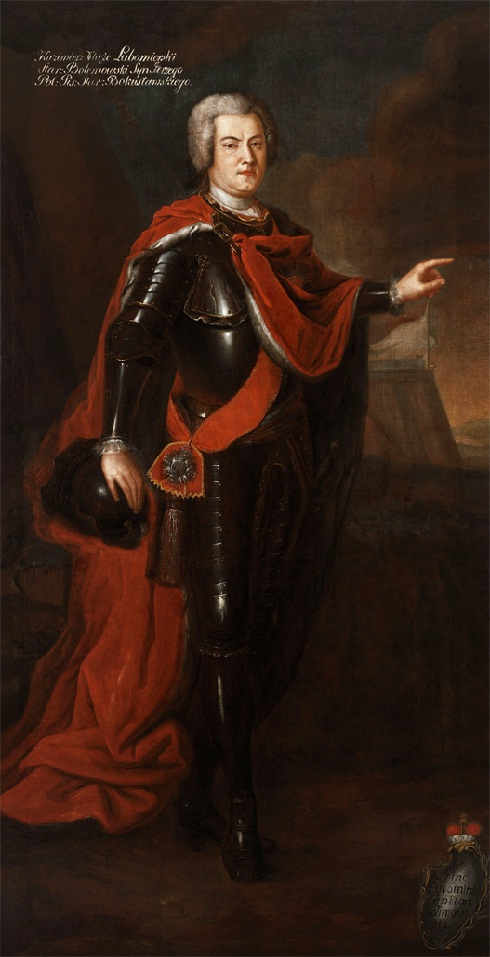
Jan Kazimierz Lubomirski

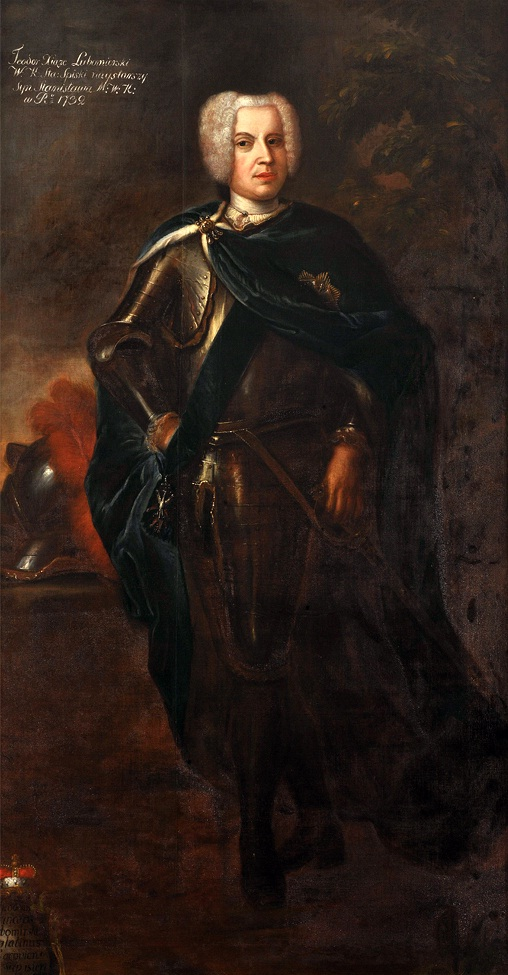
Teodor Lubomirski

### Première génération
- Feliks Lubomirski

### Deuxième génération
- Stanisław (?-1585), fils de Feliks Lubomirski

### Troisième génération
- Sebastian (?-1613), fils de Stanisław Lubomirski, castellan de Małogoszcz (1591), Biecz (1598), Wojnicz (1603), staroste de Sandomierz, Sącz et Spisz.

### Quatrième génération
- Barbara Lubomirska (en), épouse de Jan Zebrzydowski. Elle est la fille de Sebastian Lubomirski.
- Stanisław (1583-1649), voïvode de Ruthénie (1625 ou 1628), Cracovie (1638), En 1647 il reçoit de Ferdinand III de Habsbourg le titre héréditaire de prince du Saint-Empire. Il est le fils de Sebastian Lubomirski.
- Joachim (en) (1588-1610), staroste de Lipnice, Dobczyce et Tymbark. Il est le fils de Sebastian Lubomirski.

### Cinquième génération
- Aleksander Michał (1614-1677), échanson de la reine, maître de cavalerie de la Couronne, voïvode de Cracovie (1668), staroste de Sandomierz et Bydgoszcz. Il est le fils de Stanisław Lubomirski.
- Jerzy Sebastian (1616-1667), staroste, maréchal de la cour de Pologne, grand maréchal de la couronne, grand hetman de la couronne. Il est le fils de Stanisław Lubomirski.
- Anna Krystyna (1618-1667), épouse de Albert Stanisław Radziwiłł. Elle est la fille de Stanisław Lubomirski
- Konstanty Jacek (en) (1620-1663), maître-d'hôtel et échanson de la Couronne (1668), staroste de Sącz. Il est le fils de Stanisław Lubomirski.

### Sixième génération
- Stanisław Herakliusz (1642-1702), intendant de la Couronne (1669), maréchal (1673) puis grand maréchal de la Couronne (1676), staroste de Spisz. Il est le fils de Jerzy Sebastian Lubomirski.
- Aleksander Michał (1642-1675), staroste de Perejesław et Nowy Sącz. Il est le fils de Jerzy Sebastian Lubomirski.
- Krystyna Lubomirska (1647-1669), épouse de Feliks Kazimierz Potocki. Elle est la fille de Jerzy Sebastian Lubomirski.
- Hieronim Augustyn (1648-1706), voïvode de Cracovie, castellan de Cracovie (1702), grand hetman de la Couronne (1702). Il est le fils de Jerzy Sebastian Lubomirski.
- Anna Krystyna (?-1701), épouse de Dominique Nicolas Radziwiłł, puis de Franciszek Stefan Sapieha. Elle est la fille de Jerzy Sebastian Lubomirski.
- Jerzy Dominik (1654-1727), intendant (1695) et chambellan de la Couronne (1702), voïvode de Cracovie (1726). Il est le fils de Jerzy Sebastian Lubomirski.
- Franciszek Sebastian (en) (1666-1699), staroste de Olsztyn, officier de cavalerie. Il est le fils de Jerzy Sebastian Lubomirski.

### Septième génération
- Józef Karol (1638-1702), maréchal de la cour (1692), grand maréchal de la Couronne (1702), staroste de Sandomierz and Zator. Il est le fils d'Aleksander Michał Lubomirski (1614-1677).
- Franciszek (en) (?-1721), général. Il est le fils de Stanisław Herakliusz Lubomirski.
- Józef Lubomirski (1676-1732), voïovode de Czernihów. Il est le fils de Stanisław Herakliusz Lubomirski.
- Elżbieta Helena (1669-1729), épouse de Adam Mikołaj Sieniawski. Elle est la fille de Stanisław Herakliusz Lubomirski.
- Teodor Józef (1683-1745), voïvode de Cracovie, staroste de Spisz. Il est le fils de Stanisław Herakliusz Lubomirski.
- Jerzy Ignacy (1687-1753), général de la Couronne, puis général de Saxe, grand porte-étendard de la Couronne (1746). Il est le fils de Hieronim Augustyn Lubomirski.
- Jerzy Aleksander (1766-1735), voïvode de Sandomierz (1729), staroste de Nowy Sącz. Il est le fils d'Aleksander Michał Lubomirski (1642-1675).
- Jan Kazimierz (1691-1736), staroste de Bolimów. Il est le fils de Hieronim Augustyn Lubomirski.
- Anna (?-1736), épouse de Franciszek Wielopolski (en). Fille de Hieronim Augustyn Lubomirski.
- Franciszek Ferdynant (1710-1774), grand porte-épée de la Couronne (1761-1771), grand porte-étandart de la couronne (1776). Il est le fils de Jerzy Dominik Lubomirski.
- Antoni Benedykt (1718-1761), général, grand porte étandard de la Couronne (1754). Fils de Jerzy Dominik Lubomirski.

### Huitième génération
- Teresa (1685-1712), épouse de Charles III Philippe du Palatinat. Fille de Józef Karol Lubomirski.
- Marianna Teofila (1693-1729), épouse de Paweł Sanguszko. Elle est la fille de Józef Karol Lubomirski.
- Aleksander Dominik (1693-1720), staroste de Sandomierz, Zator et Ryki. Il est le fils de Józef Karol Lubomirski.
- Józef Lubomirski (pl) (1704-1755). Fils de Jerzy Aleksander Lubomirski
- Stanisław (1704-1793). Fils de Jerzy Aleksander Lubomirski
- Antoni (1718-1782), grand gardien de la Couronne (1748), lieutenant-général, voïvode de Lublin, castellan de Cracovie, staroste de Piotrków. Fils de Józef Lubomirski (1676-1732).
- Teodor Hieronim (pl) (1720-1761), fils de Jerzy Ignacy Lubomirski (1687-1753).
- Stanisław (1722-1782), gardien de la Couronne (1752-1766), maréchal de la Couronne (1766). Fils de Józef Lubomirski (1676-1732).
- Kasper Lubomirski (pl) (1724-1780), fils de Teodor Lubomirski (1683-1745)
- Anna (?-1763), épouse de Wenceslas Rzewuski. Fille de Józef Lubomirski (1676-1732).
- Maria Karolina (1730-1795), épouse de Charles Stanisław Radziwiłł. Fille de Jan Kazimierz Lubomirski (1691-1736).
- Jerzy Marcin (1738-1811), fils de Antoni Benedykt Lubomirski (1718-1761)
- Magdalena Agnieszka (1739-1780), épouse de Aleksander Michał Sapieha. Elle est la fille de Antoni Benedykt Lubomirski (1718-1761).
- Jerzy Ignacy Lubomirski (?-1797), fils de Jerzy Ignacy Lubomirski (1687-1753)
- Franciszek Grzegorz (1752-1812), fils de Jerzy Ignacy Lubomirski (1687-1753).

### Neuvième génération
- Franciszek Ksawery (1747-1819), militaire de l'Empire russe. Il est le fils de Stanisław Lubomirski (1704-1793).
- Aleksander Lubomirski (1751-1804). Il est le fils de Stanisław Lubomirski (1704-1793).
- Józef Aleksander (1751-1817), staroste de Romanów (1774-1817), castellan de Kiev (1790-1795). Il est le fils de Stanisław Lubomirski (1704-1793).
- Michał Lubomirski (1752-1825), général. Il est le fils de Stanisław Lubomirski (1704-1793).
- Elżbieta (1755-1783), épouse de Ignacy Potocki. Fille de Stanisław Lubomirski (1722-1782).
- Aleksandra (en) (1760-1836), épouse de Stanisław Kostka Potocki. Fille de Stanisław Lubomirski (1722-1782).
- Konstancja Małgorzata (en) (1761-1840), épouse de Séverin Rzewuski. Fille de Stanisław Lubomirski (1722-1782).
- Julia (en) (1764-1794), épouse de Jan Potocki. Fille de Stanisław Lubomirski (1722-1782).
- Łucja Franciszka Lubomirska (pl) (1770-1811), fille de Jerzy Marcin Lubomirski (1738-1811), épouse de Jerzy Janusz Tyszkiewicz
- Ludwika (?-1829), épouse de Józef Makary Potocki (en). Fille de Stanisław Lubomirski (1704-1793)
- Jerzy Roman Lubomirski (1799-1865), fils de Franciszek Grzegorz Lubomirski (1752-1812)
- Adam Hieronim Karol Lubomirski (1811-1873), fils de Franciszek Grzegorz Lubomirski (1752-1812)
- Adam Lubomirski (1812-1873), fils de Franciszek Grzegorz Lubomirski (1752-1812)

### Dixième génération
- Henryk Ludwik Lubomirski (1777-1850). Fils de Józef Aleksander Lubomirski.
- Fryderyk Wilhelm Lubomirski (1779-1848). Fils de Józef Aleksander Lubomirski.
- Helena Lubomirska (1783-1876), fille de Józef Aleksander Lubomirski ( (1751-1804)
- Józef Lubomirski (1785-1870), sénateur et castellan. Il est le fils de Michał Lubomirski (1752-1825).
- Aleksandra Franciszka Lubomirska (1788-1865), épouse de Wenceslas Séverin Rzewuski. Elle est la fille d'Aleksander Lubomirski (1751-1804)
- Eugeniusz (1789-1834). Fils de Franciszek Ksawery Lubomirski.
- Edward Kazimierz Lubomirski (1796-1823). Il est le fils de Michał Lubomirski (1752-1825)
- Aleksander Ignacy (1802-1893), homme d'affaires. Fils de Franciszek Ksawery Lubomirski.
- Hieronim Adam Lubomirski (1844-1905), fils d'Adam Lubomirski (1812-1873)

### Onzième génération
- Izabela Maria (1808-1868). Fille de Henryk Ludwik Lubomirski, elle est l'épouse de Władysław Hieronim Sanguszko.
- Marceli (1810-1865). Fils de Józef Lubomirski (1785-1870).
- Kazimierz (1813-1871). Fils de Fryderyk Wilhelm Lubomirski (1779-1848).
- Jadwiga Julia Wanda (1815-1895), fille de Henryk Ludwik Lubomirski, épouse d'Eugène Ier de Ligne.
- Jerzy Henryk (1817-1872), fils de Henryk Ludwik Lubomirski (1777-1850).
- Władysław Emanuel (1824-1882), fils d'Eugeniusz Lubomirski (1789-1834).
- Eugeniusz Adolf (1825-1911), fils d'Eugeniusz Lubomirski (1789-1834).
- Jan Tadeusz (1826-1908), fils d'Eugeniusz Lubomirski (1789-1834).
- Jerzy Ignacy Lubomirski (1882-1945), fils de Hieronim Adam Lubomirski (1844-1905)

### Douzième génération
- Józef Maksymilian (1839-1911), fils de Marceli Lubomirski (1810-1865)
- Andrzej Lubomirski (1862-1953), fils de Jerzy Henryk Lubomirski (1817-1872)
- Stefan (1862-1941), fils d'Eugeniusz Adolf Lubomirski (1825-1911)
- Zdzisław (1865-1943), maire de Varsovie (1916-1917), sénateur (1928-1935). Fils de Jan Tadeusz Lubomirski.
- Władysław (1866-1934), mécène et compositeur. Il est le fils d'Eugeniusz Adolf Lubomirski (1825-1911).
- Kazimierz (1869-1930), fils de Jerzy Henryk Lubomirski (1817-1872).
- Stanisław Sebastian (1875-1932), fils d'Eugeniusz Adolf Lubomirski (1825-1911).

### Treizième génération
- Helena (1886-1939), fille de Andrzej Lubomirski, épouse de Stanisław Sierakowski (pl) (1881-1939)
- Hieronim Lubomirski (1892-1931), fils de Stefan Lubomirski (1862-1941)
- Eugeniusz Karol (1895-1982), fils de Władysław Lubomirski (1866-1934)
- Cecylia (1907-2001), épouse de Gabriel de Bourbon-Siciles. Fille de Kazimierz Lubomirski (1869-1930).

### Quatorzième génération
- Hieronim Lubomirski (1927-1943), fils de Hieronim Lubomirski (1892-1931)

## Résidences
Les premières mentions de Lubomierz - la ville qui donne son nom à la famille - remontent à 1398. Le domaine, qui se compose initialement des villages de Gdów et Szczyrzyc, s'agrandit considérablement au cours du XIIIe siècle. Aux XVIIe et XVIIIe siècles, il comprend, entre autres Lubomierz, Wiśnicz, Bochnia, Wieliczka, Łańcut, Baranów Sandomierski, Puławy, Rzeszów, Równe, Tarnów, Jarosław, Przeworsk, et Janowiec sur la Vistule. De nos jours, le château de Nowy Wiśnicz (pl) appartient à la Fondation princes Lubomirski (pl).
De nombreuses propriétés sont situées dans la périphérie des plus grandes villes de Pologne : à Varsovie (Palais Lubomirski (en), actuel palais présidentiel), Mokotów, Ujazdów, Czerniaków, Cracovie (Wola Justowska (en), Kamienica Pod Baranami, Rzeszów (Château (en)), Sandomierz ou Lviv. La famille entretient aussi de prestigieuses résidence à Dresde, Vienne et Paris. Les membres de la famille sont surnommés les « propriétaires de la banque de la rivière Dniepr » parce que beaucoup de leurs biens sont sur le territoire de l'Ukraine et de la Slovaquie moderne. La famille Lubomirski bénéficie d'une influence politique, militaire et économique, qui se porte principalement sur les provinces de Cracovie, Sandomierz, Stanisławów et Ruthénie, pour s'étendre finalement sur l'ensemble du territoire de la république des Deux Nations. Cette puissance persiste jusqu'à l'effondrement de l'État polonais. À cette époque, la famille est privée de nombreux domaines à la suite des sanctions prises pour la participation de ses membres au mouvement de révolte de Lubimirski (en).
La famille Lubomirski s'efforce consciemment de rassembler ses propriétés en un seul ensemble contigu. L'expansion territoriale commence dans le domaine ancestral situé au sud de Cracovie et s'étend vers l'est, pour atteindre son paroxysme, vers 1649, à la mort de Stanisław. C'est le troisième plus grand domaine privé sur le territoire de la République, juste après les domaines des familles Ostrogski et Radziwiłł. En plus d'acheter des propriétés, les Lubomirski louent de riches demeures royales, telles que les Starostwo (en) de Spisz, Sandomierz et Sącz. Les revenus provenant des terres louées par le roi sont comparables à ceux des domaines privés.

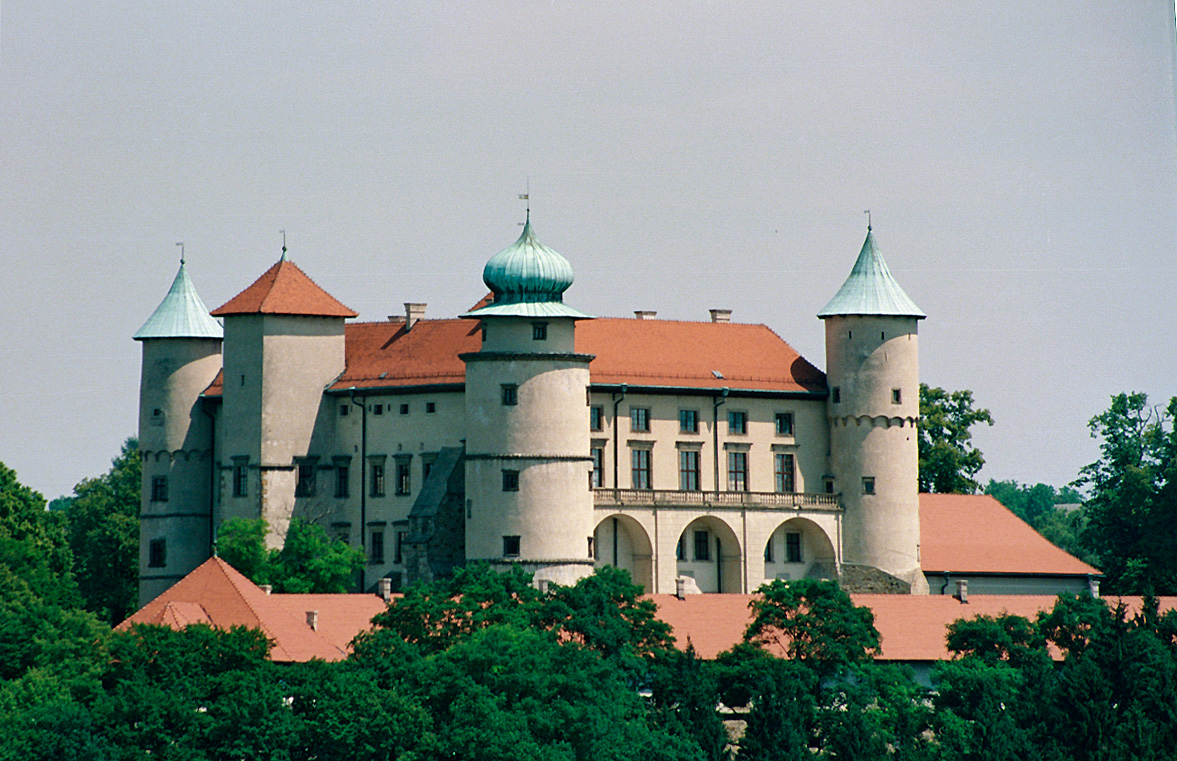
Le château de Nowy Wiśnicz, aujourd'hui détenu par la fondation des princes Lubomirski
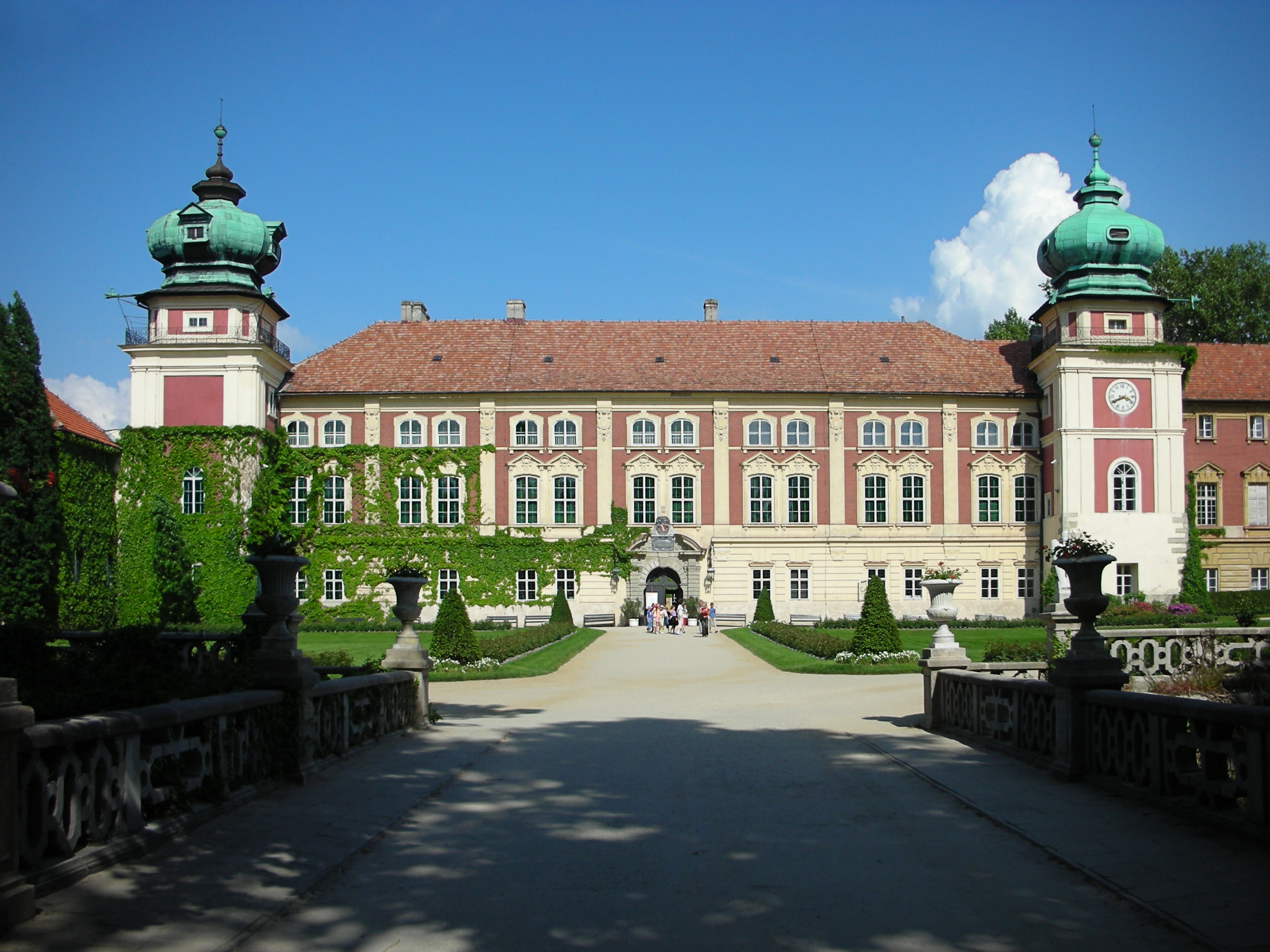
Le Château de Łańcut
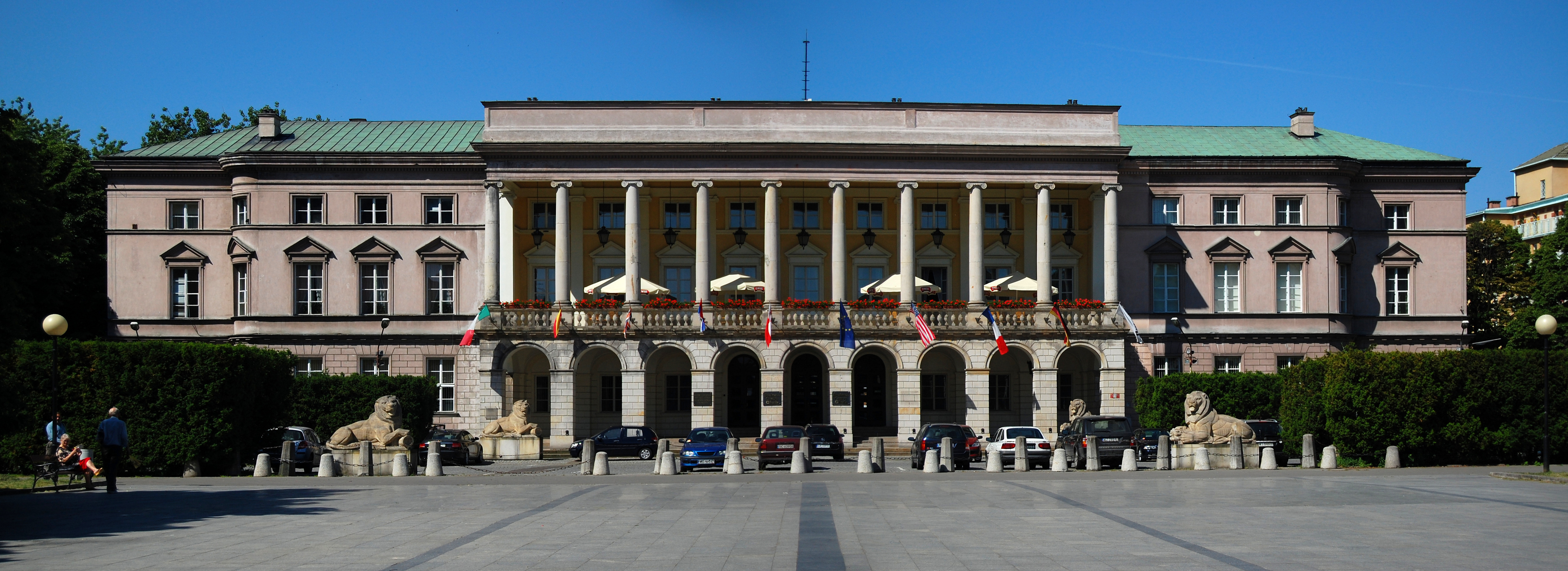
Le palais Lubomirski, à Varsovie
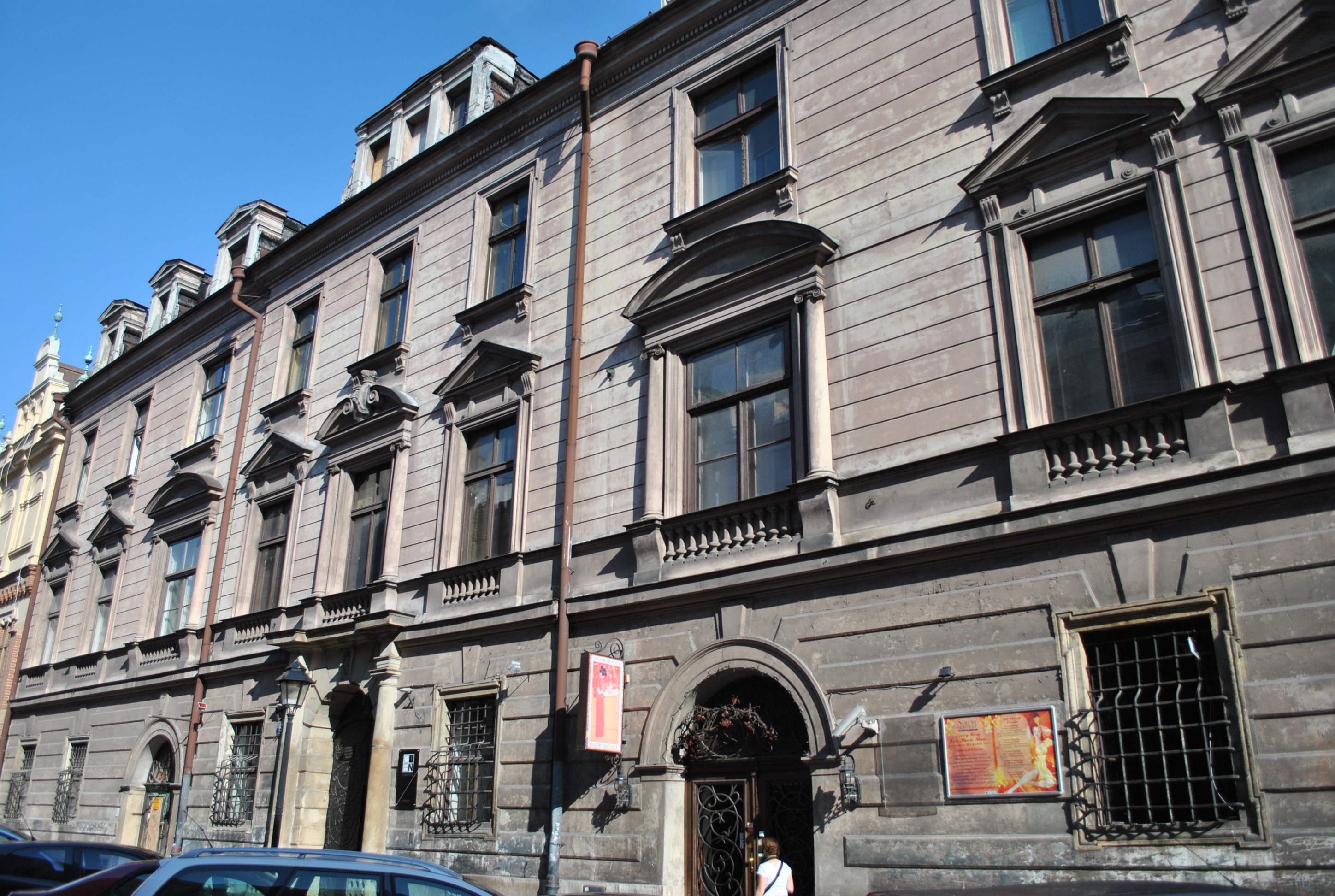
Le palais Lubomirski, à Cracovie
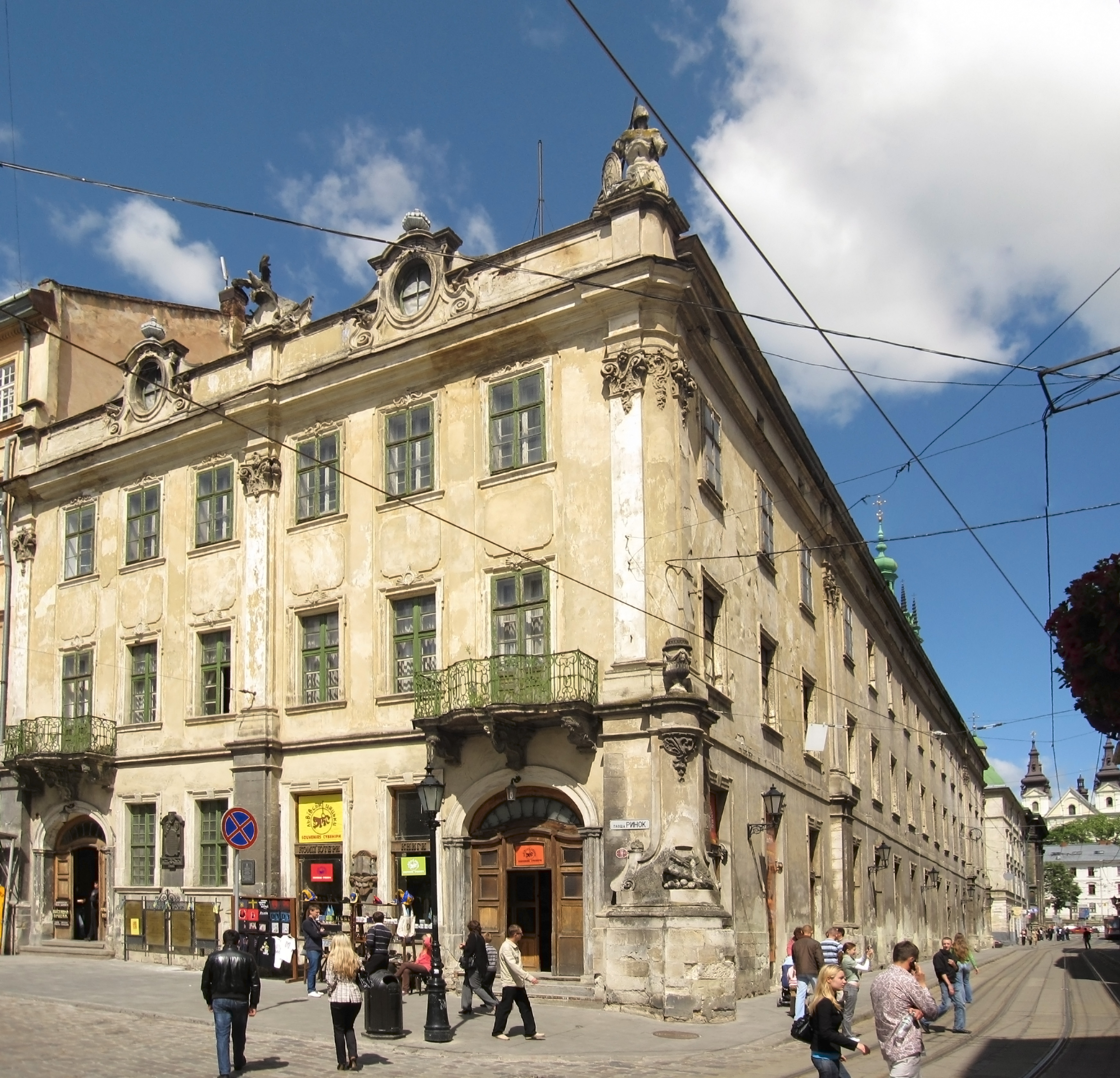
Le palais Lubomirski à Lviv
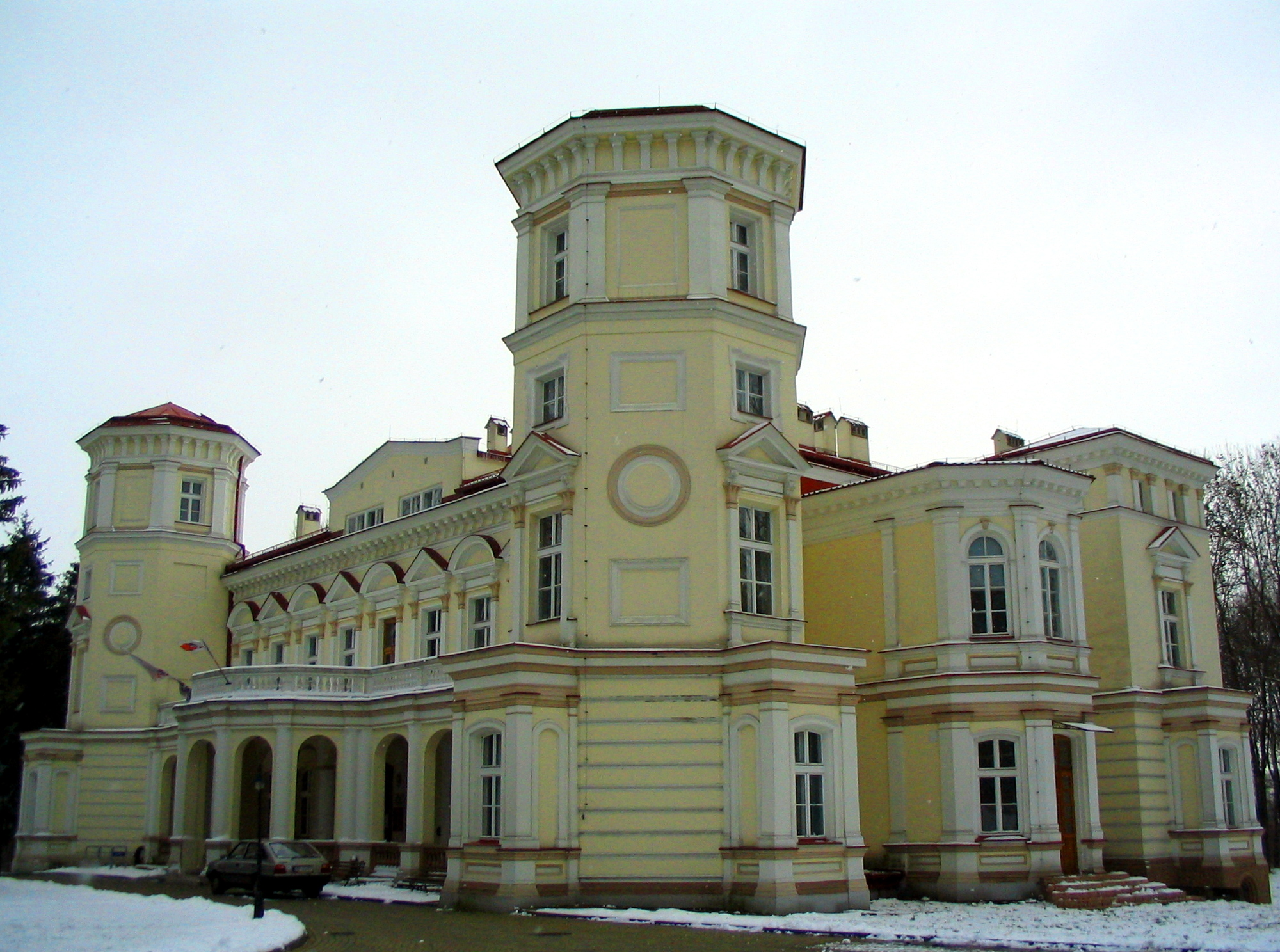
Le palais Lubomirski à Przemyśl
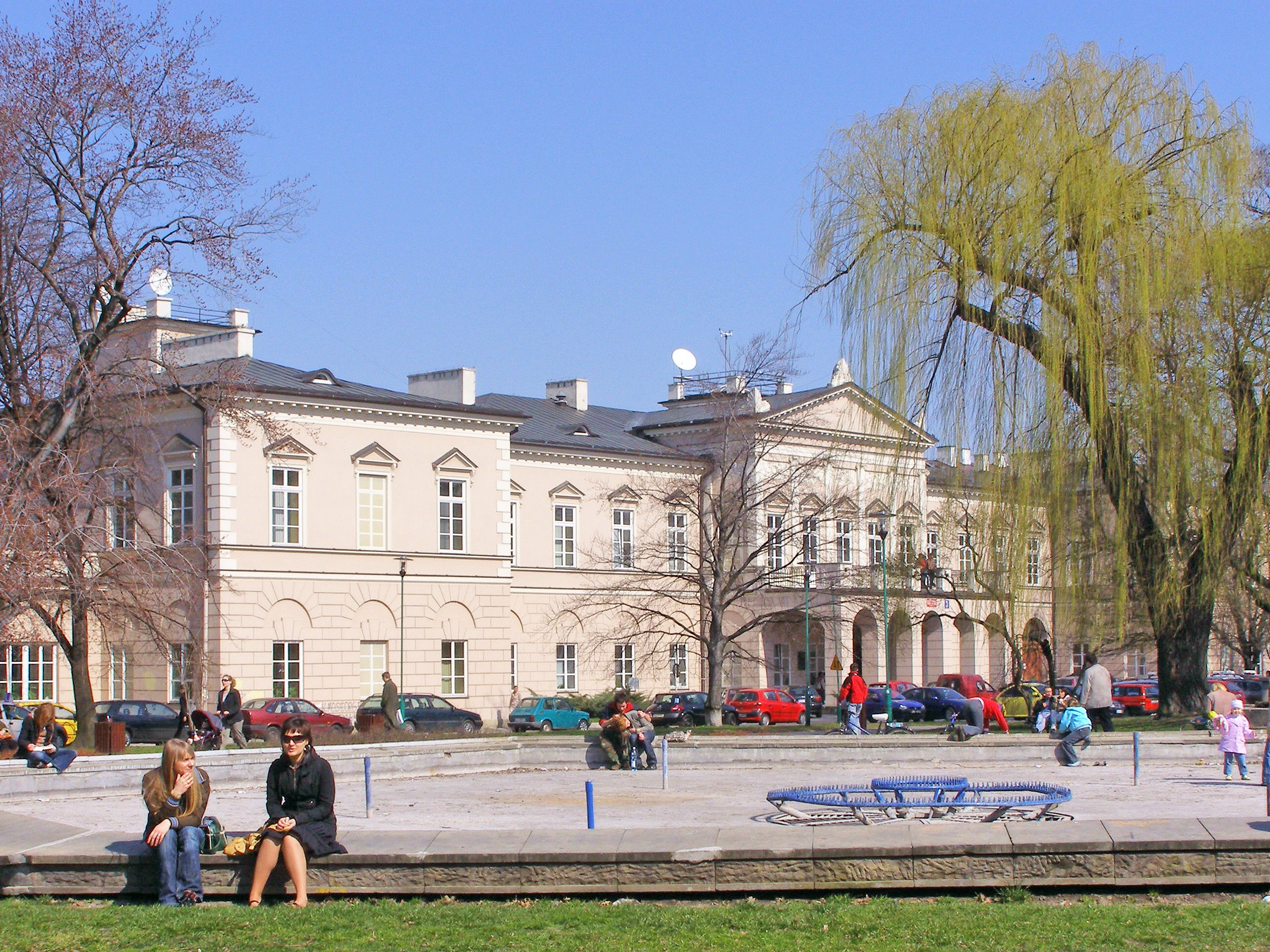
Le palais Lubomirski à Lublin
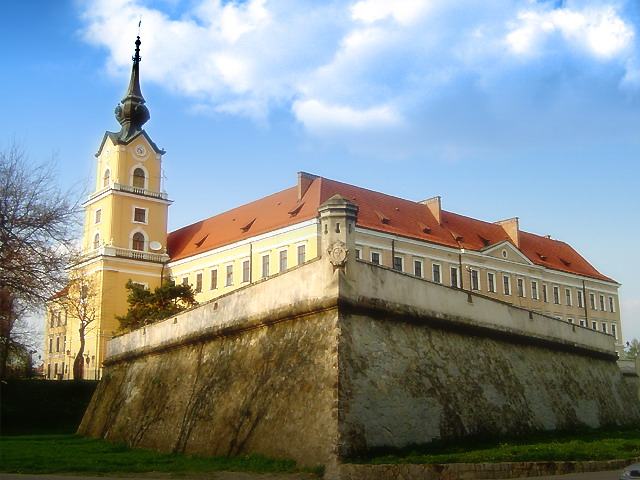
Rzeszów
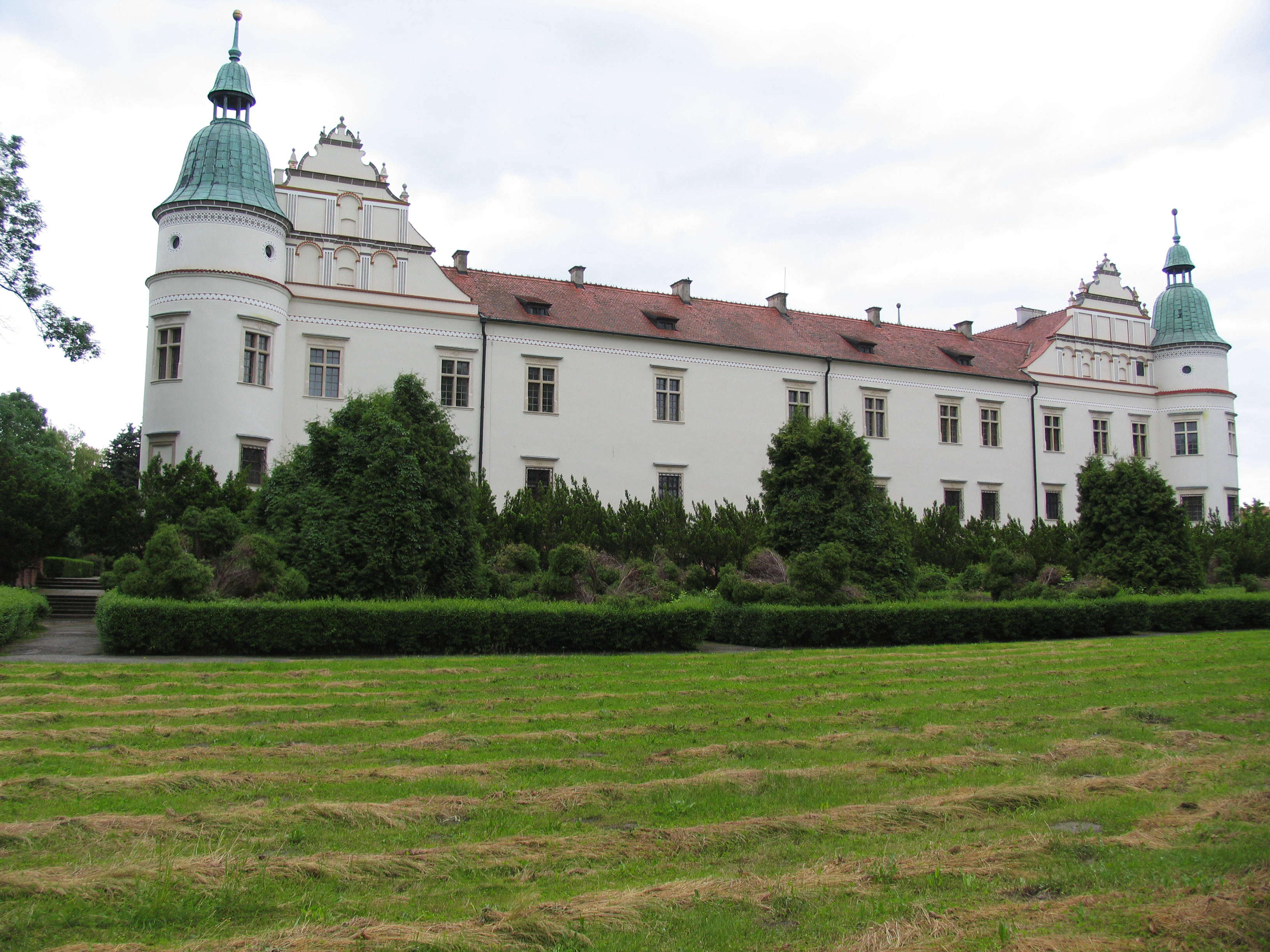
Baranów Sandomierski
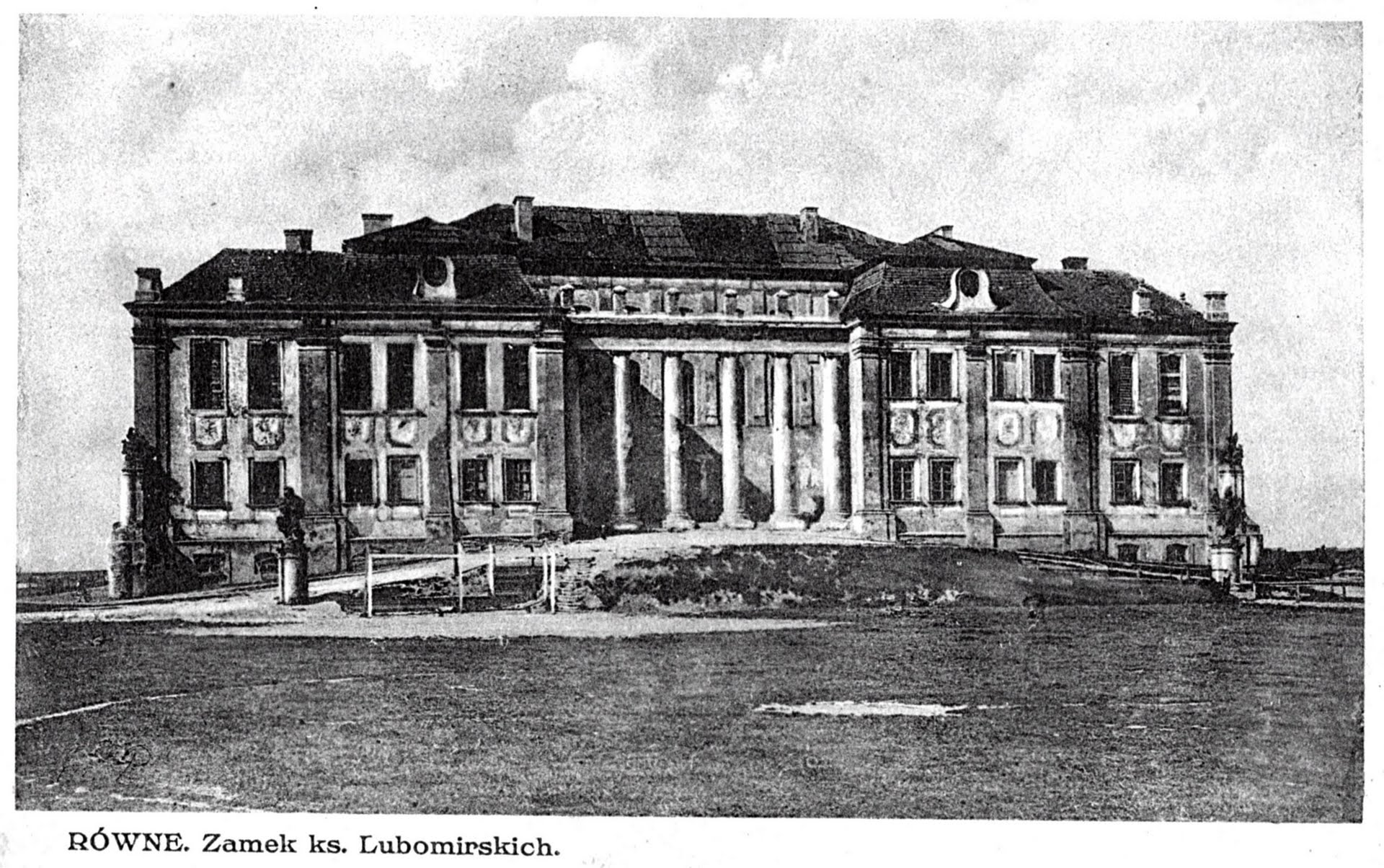
Równe
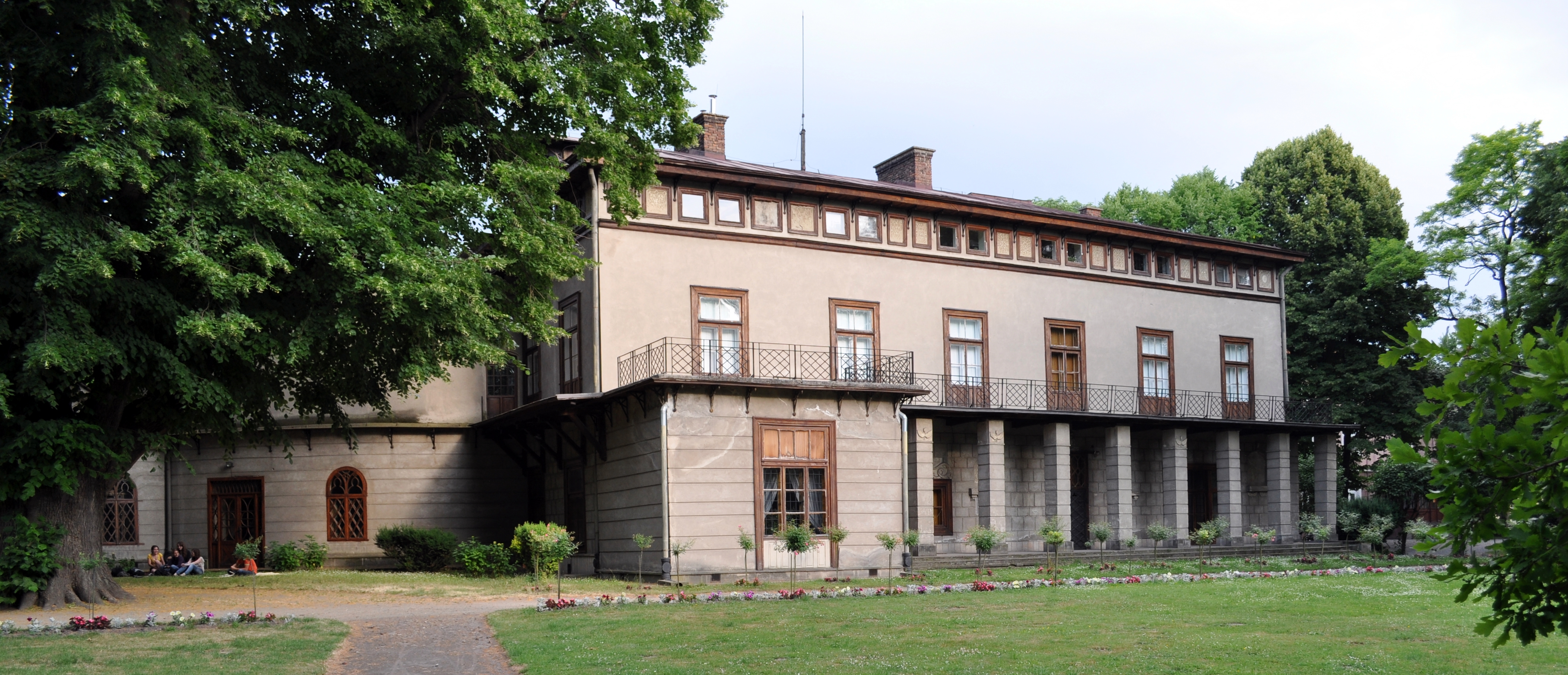
Przeworsk
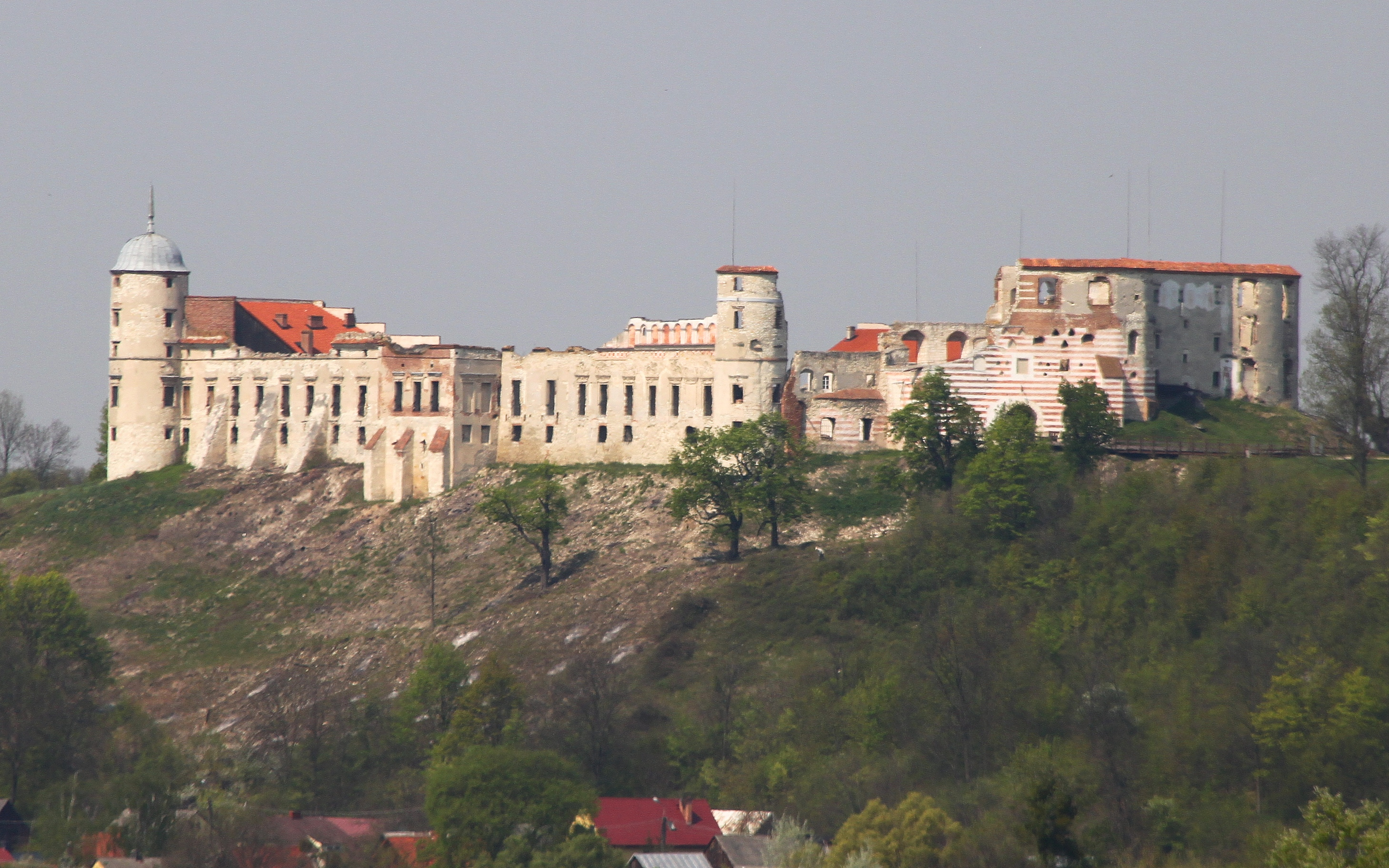
Janowiec